# Discografia de Trem da Alegria
A discografia do grupo musical infantil brasileiro Trem da Alegria consiste em nove álbuns de estúdio, duas coletâneas, um álbum de vídeo e 24 singles. Ao todo, o grupo atingiu a marca de seis milhões de discos vendidos.
A carreira fonográfica do Trem da Alegria iniciou-se em 1985, um ano depois da gravação da dupla Patricia Marx e Luciano Nassyn no álbum Clube da Criança, que trouxe os sucessos "É de Chocolate" e "Carrossel de Esperança", e vendeu mais de 350 mil cópias no ano de lançamento.
O primeiro álbum do Trem da Alegria vendeu mais de 400 mil cópias e rendeu o sucesso "Uni, Duni, Tê". O grupo atingiu o auge do sucesso em 1986, com o álbum que trouxe o sucesso "He-Man", música que homenageia o desenho He-Man e os Defensores do Universo, da Rede Globo. Em 1987, o grupo lança seu terceiro álbum, que além de ter vendido cerca de 1 milhão de cópias, trouxe os sucessos "Piui Abacaxi" e "A Orquestra dos Bichos".
O quarto LP do grupo marcaria a despedida de dois integrantes Luciano e Vanessa e a entrada de Amanda Acosta. Segundo a ABPD, até essa época o grupo já tinha conquistado 5 discos de platina e 3 discos de ouro.
Com o integrante Rubinho, que entrou em 1989, o trio com Juninho Bill e Amanda seguiria até 1992 e lançariam três álbuns de estúdio e uma coletânea que trazia a música inédita: "Alguém no Céu", trilha da novela De Corpo e Alma, da Rede Globo.
Após um hiato uma nova formação do grupo reapareceria em 2002 e terminaria suas atividades em 2003.

## Álbuns

### Álbuns de estúdio
| Título                              | Informações                                                           | Melhores posições           | Melhores posições      | Vendas                        | Certificações  |
| Título                              | Informações                                                           | BRA Top 10 Jornal do Brasil | BRA Nopem Top 50 Anual | Vendas                        | Certificações  |
| ----------------------------------- | --------------------------------------------------------------------- | --------------------------- | ---------------------- | ----------------------------- | -------------- |
| Trem da Alegria do Clube da Criança | - Lançamento: 1985 - Gravadora: RCA Victor - Formato: LP, cassete     | 2                           | 29                     | - : 400.000                   | - : 2× Platina |
| Trem da Alegria                     | - Lançamento: 1986 - Gravadora: RCA Victor - Formato: LP, cassete     | 1                           | 24                     | - : 1.200.000                 | - : 4× Platina |
| Trem da Alegria                     | - Lançamento: 1987 - Gravadora: RCA Victor - Formato: LP, cassete     | 2                           | 23                     | - : 1.000.000                 | - : 2× Platina |
| Trem da Alegria                     | - Lançamento: 1988 - Gravadora: BMG Ariola - Formato: LP, cassete, CD | 6                           | —                      | - : 500.000                   | - : 2× Platina |
| Trem da Alegria                     | - Lançamento: 1989 - Gravadora: BMG Ariola - Formato: LP, cassete     | 5                           | 31                     | - : 400.000 (Tiragem inicial) | - : Platina    |
| Trem da Alegria                     | - Lançamento: 1990 - Gravadora: BMG Ariola - Formato: LP, cassete     | 4                           | 30                     | - : 180.000 (Tiragem inicial) | - : PMB: Ouro  |
| Trem da Alegria                     | - Lançamento: 1991 - Gravadora: BMG Ariola - Formato: LP, cassete     | —                           | —                      | - : 100.000                   | - : Ouro       |
| Trem da Alegria                     | - Lançamento: 2002 - Gravadora: BMG Ariola - Formato: Cassete, CD     | —                           | —                      | —                             | —              |
| Só Sucessos do Momento              | - Lançamento: 2003 - Gravadora: BMG Ariola - Formato: Cassete, CD     | —                           | —                      | —                             | —              |

### Álbuns de compilação
| Título                                | Detalhes                                                              |
| ------------------------------------- | --------------------------------------------------------------------- |
| Trem da Alegria                       | - Lançamento: 1992 - Gravadora: BMG Ariola - Formato: LP, cassete, CD |
| Focus: O Essencial de Trem da Alegria | - Lançamento: 1999 - Gravadora: BMG Ariola - Formato: CD              |

### Álbuns de vídeo
| Título                 | Informações                                               | Descrição                                            |
| ---------------------- | --------------------------------------------------------- | ---------------------------------------------------- |
| Só Sucessos do Momento | - Lançamento: 2003 - Gravadora: BMG Ariola - Formato: VHS | - Vídeo com videoclipes das músicas presentes no CD. |

### EPs
| Faixas do álbum                                                               |
| ----------------------------------------------------------------------------- |
| 1. Uni, Duni, Tê 2. Dona Felicidade 3. Uni, Duni, Tê (B.G.) 4. 25 Anos Sendas |

| Faixas do álbum                                                                                   |
| ------------------------------------------------------------------------------------------------- |
| 1. He-Man 2. He-Man (Versão Bg) 3. A Boneca E O Soldadinho 4. A Boneca E O Soldadinho (Versão Bg) |

## Singles
| Single                      | Ano  | Álbum                               |
| --------------------------- | ---- | ----------------------------------- |
| "Uni, Duni, Tê"             | 1985 | Trem da Alegria do Clube da Criança |
| "Dona Felicidade"           | 1985 | Trem da Alegria do Clube da Criança |
| "He-Man"                    | 1986 | Trem da Alegria                     |
| "Na Casca do Ovo"           | 1986 | Trem da Alegria                     |
| "Fera Neném"                | 1986 | Trem da Alegria                     |
| "Zeppelin"                  | 1986 | Trem da Alegria                     |
| "Tic-Tac do Amor"           | 1986 | Trem da Alegria                     |
| "Thundercats"               | 1987 | Trem da Alegria                     |
| "Piuí Abacaxi"              | 1987 | Trem da Alegria                     |
| "A Orquestra dos Bichos"    | 1987 | Trem da Alegria                     |
| "Iô-Iô"                     | 1988 | Trem da Alegria                     |
| "Pique-Pega, Pique-Esconde" | 1988 | Trem da Alegria                     |
| "Pra Ver se Cola"           | 1988 | Trem da Alegria                     |
| "Xa Xe Xi Xo Xuxa"          | 1988 | Trem da Alegria                     |
| "Jaspion-Changeman"         | 1989 | Trem da Alegria                     |
| "Pula Corda"                | 1989 | Trem da Alegria                     |
| "Jandira"                   | 1989 | Trem da Alegria                     |
| "Macarrone"                 | 1989 | Trem da Alegria                     |
| "Lambada da Alegria"        | 1990 | Trem da Alegria                     |
| "Lambada Danada"            | 1990 | Trem da Alegria                     |
| "O Lobisomem"               | 1991 | Trem da Alegria                     |
| "Tartaruga Ninja"           | 1991 | Trem da Alegria                     |
| "Alguém no Céu"             | 1992 | Trem da Alegria                     |

## Aparições em outros álbuns
| Título               | Ano  | Outro(s) Artista(s) | Álbum                          |
| -------------------- | ---- | ------------------- | ------------------------------ |
| "Nós Somos o Amanhã" | 1987 | —                   | Xegundo Xou da Xuxa            |
| "Filhos"             | 1988 | Roupa Nova          | Luz                            |
| "Voar Voar"          | 1989 | —                   | Super Xuxa contra Baixo Astral |
| "É Ele o Frevo"      | 1989 | —                   | Asas Da América - Frevo        |

## Vídeos musicais
| Ano  | Título                   |
| ---- | ------------------------ |
| 1985 | "Uni, Duni, Tê"          |
| 1985 | "Dona Felicidade"        |
| 1986 | "He-Man"                 |
| 1986 | "Fera Neném"             |
| 1987 | "Piui Abacaxi"           |
| 1987 | "A Orquestra dos Bichos" |
| 1988 | "Xa-Xe-Xi-Xo-Xuxa"       |
| 1990 | "Lambada da Alegria"     |